# Jošimoto Imagawa
Jošimoto Imagawa (japonsky: 今川義元; 1519 – 12. června 1560) byl daimjó provincií Suruga a Tótómi v období mezi roky 1536–1560.

## Život
Třetí syn Udžičiky Imagawy Jošimoto nahradil svého otce po úspěšném vyřešení sporu o nástupnictví, který vedl se svými bratry. To se stalo právě roku 1536. O rok později se oženil s dcerou Nobutory Takedy, a spojil se s Šingenem Takedou během jeho převzetí provincie Kai v roce 1540. Známý správce Jošimoto provedl sérii průzkumných akcí a přeměnil svoje hlavní město Sumpu na centrum kultury. Jošimoto sám měl sklony k moderním trendům a uměním. Stříhal si řasy a černil zuby, přesně podle tehdejší módy kjótské šlechty (jedna z jeho žen byla šlechtické krve a pomáhala mu se správou jeho panství). Vojensky Jošimoto směřoval ke konsolidaci panství Imagawů, v čemž mu vydatně pomáhal jeho strýc, generál a mnich Čóró Sessai (zemřel v roce 1557). Zabezpečil si vliv nad Tótómi a provedl několik politických manévrů, které vedly k podrobení klanu Macudaira v roce 1548 a k získání mladého Iejasua Tokugawy jako rukojmí.

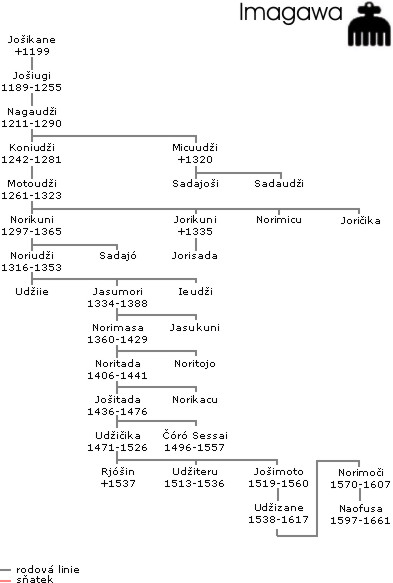
Rodokmen klanu Imagawa

## Západní tažení
Během své expanze na západ se Jošimoto dostal do konfliktu s Ody ve sporu o provincii Mikawa. Spolu se utkali v mnoha bitvách, z nichž poslední, bitvu u Azukizaki Jošimoto prohrál. Velkým přínosem, který Jošimoto představoval, byla jeho schopnost pohybovat se v politickém prostředí 50. let 16. století. Stal se prostředníkem mezi Šingenem Takedou a Udžijasuem Hódžó, který jej požádal, aby Takedovi rozmluvil útok na provincii Kózuka.

## Fatální pochod na Kjóto
Na sklonku 50. let 16. století se Jošimoto těšil silné pozici a zahájil pochod na Kjóto. Sessai zemřel roku 1557, ale Imagawa využil talentu Motojasua Macudairy (Iejasu Tokugawa) v oboru válečných strategií a pověřil ho, aby zmapoval Nobunagovy aktivity. Když získal dostatek informací, rozhodl se roku 1560 povolat své muže do zbraně. Podařilo se mu shromáždit mezi 15-20 tisíci muži ze Surugy a Mikawy a v červnu téhož roku vyrazil do Kjóta. Během postupu srovnal se zemí dvě pevnosti Odů - Marume a Terabe - a nechal armádu odpočinout v Dengakuhazamě, poblíž Okehazamy, kde si prohlédl hlavy padlých nepřátel a oddával se hudebnímu představení. Mezitím se Nobunagovi muži nepozorovaně dostali až k Jošimotově ležení a zahájili krvavý útok. Strhla se obrovská mela a zmatek, během kterého byl Jošimoto zabit Šinosukem Mórim. Sotva se zpráva o Imagawově smrti rozšířila mezi jeho vojsko, dalo se kvapem na ústup. Porážka totiž znamenala nejen konec Jošimota, ale také případný zánik klanu Imagawa. Jošimotův nástupce Udžizane, který žil v letech 1538–1614, následně ztratil během roku 1569 část území ve prospěch Tokugawů a Takedů a ke konci své vlády se stáhl do Kjóta. Tak skončil slavný a hrdý klan Imagawa.

## Jošimotova stopa v dějinách
Roku 1553 Jošimoto vytvořil domovní řád Imagawa kana mókuróku cuika, který dále rozvedl Udžičika. Založil tiskárnu v Sumpu a sestavil pětisvazkovou historii klanu Imagawa.